# Atopos
Atopos is een geslacht van weekdieren uit de klasse van de Gastropoda (slakken).

## Soort
- Atopos australis (Heynemann, 1873)